# Thelotrema leucohymenium
Thelotrema leucohymenium är en lavart som beskrevs av Zahlbr. 1909. Thelotrema leucohymenium ingår i släktet Thelotrema och familjen Thelotremataceae.   Inga underarter finns listade i Catalogue of Life.